# Jacksboro, Texas
Jacksboro là một thành phố thuộc quận Jack, tiểu bang Texas, Hoa Kỳ. Năm 2010, dân số của xã này là 4511 người.

## Dân số
- Dân số năm 2000: 4533 người.
- Dân số năm 2010: 4511 người.